# Pterygotrigla hafizi
Pterygotrigla hafizi är en fiskart som beskrevs av Richards, Yato och Last 2003. Pterygotrigla hafizi ingår i släktet Pterygotrigla och familjen knotfiskar. Inga underarter finns listade i Catalogue of Life.